# Robert Rusler
Robert Rusler (* 20. září 1965 Fort Wayne, Indiana) je americký herec.
S televizním a filmovým herectvím začal v roce 1985, jedním z jeho prvních filmů byla komedie Podivná Věda a horor Noční můra v Elm Street 2: Freddyho pomsta, kde hrál Rona Gradyho. Účinkoval též v televizních seriálech, mezi jeho větší role patří Tim Shepard v seriálu The Outsiders (1990) a poručík Warren Keffer ve druhé řadě sci-fi seriálu Babylon 5. Kromě toho hostoval např. v seriálech To je vražda, napsala, Odložené případy, Námořní vyšetřovací služba, 24 hodin, Closer či Médium. Ve sci-fi seriálu Star Trek: Enterprise ztvárnil v epizodě „Anomálie“ (2003) postavu Orgotha.